# パイオニア戦志
パイオニア戦志（パイオニアせんし）は、かつて存在した日本のプロレス団体。日本のプロレス界におけるインディー団体の嚆矢とされている。

## 歴史

### 設立までの経緯
元国際プロレス所属選手で全日本プロレスに参戦していた剛竜馬・高杉正彦・アポロ菅原が、全日本の選手過剰による人員整理要員とされて、1986年4月から参戦が決定していたユニット「カルガリーハリケーンズ」と入れ替わるように「エキサイティングウォーズ'86」シリーズ中の3月2日に、陸前高田市民体育館大会をもって全日本を解雇された。当時、新日本プロレスと全日本との関係が悪化していたことから3人は上がるリングを事実上失ってしまった。その後、剛と高杉は全日本にスポット参戦する機会があったが継続参戦する場はなく、剛はお好み焼き屋の店長・高杉は自身が経営するジムの運営・菅原はたけしプロレス軍団のコーチを務めるなどして生計を立てていた。

### 旗揚げ
その折、高杉が自身の後援者からプロレス団体の設立を薦められ、剛と菅原に参加を要請。1988年11月15日、アニマル浜口レスリング道場で設立記者会見を行う。団体名はプロレス評論家の菊池孝によって国際プロレスのキャッチフレーズだった「パイオニア精神」にちなみ、パイオニア戦志と命名される 。なお団体の発案者は高杉だが、旧知の藤波辰爾との関係を生かしてリング調達や会場確保に新日本プロレスの協力を得たことや、それまでの実績を考慮されて剛が団体のエースの座に就くことになった。
設立に際し、浦安に道場兼合宿所『パイオニアGYMぽぱい』を確保し、プロレス志願者の養成にも注力を行い1989年4月30日、後楽園ホールにて藤波や北尾光司らを来賓に招き旗揚げ戦を開催。この当時、男子プロレス界は新日本、全日本、UWFの3団体時代であり物珍しさも手伝って、滅多にない旗揚げ戦をこの目で観てみようと駈け付けたファン1600人（主催者発表）の観客を集める。
しかし、所属選手が剛、高杉、菅原の3人しかいなかったため、剛とFMWを旗揚げする前であり、フリーの立場であった大仁田厚によるシングルマッチをメインイベントに、高杉対菅原戦をセミファイナルとして2試合のカードしか組むことが出来ず、苦肉の策として練習生の公開練習と一般参加のアームレスリング大会を試合前に行った。すなわち記念すべき旗揚げ戦のリングに最初に上がったのは素人ということになる。
メインイベントの剛VS大仁田戦は、剛がアキレス腱固めで大仁田を捕獲。動きが止まった大仁田を見たレフェリーが試合を止めるも、大仁田は「ギブアップしていないぞ」と引き下がらず、その大仁田に対して剛は無視するかのようにリングを降りて控室に戻ってしまい、この不手際に場内の観客から不満のヤジが局地的に発生し、紙コップもリングに投げ込まれるなどの後味の悪い旗揚げ戦となる。
旗揚げ戦から半年後の10月に第2戦を開催するが、その時点で剛の姿勢に対して不信感を抱いた菅原が退団し、穴埋めとしてジャパンプロレス崩壊後フリーの立場であった新倉史祐を招聘し代役を務め、メインイベントには大仁田との対戦で知られるようになった空手家の青柳政司を招聘し、剛とシングルマッチを行う。しかし、当日の急な対戦カードの変更、剛対青柳戦での両者レフェリーストップの裁定に客が怒って暴動寸前となり、激怒した立会人のアニマル浜口が剛と青柳を控室からリングに引きずり戻し、往復ビンタをして試合再開させる珍事まで起きている。
その後は新日本との交流戦を行い、藤波辰巳や獣神サンダー・ライガーを招聘したが、メジャー団体の力を見せ付けられる結果となってしまう。この時期、新日本プに『パイオニア軍団』の名で青柳、栗栖正伸らと共闘して参戦。剛と高杉とのタッグで長州力&佐々木健介組と対戦し、フォール勝ちを納めるなどの活躍も見せた。しかし、地味な勝ち方な上に練習不足で特に高杉が試合中にグロッキーとなる場面も目立ってしまい、評価もあまり芳しくなかった。
旗揚げ第2戦以降は新日本との交流や、誠心会館から青柳政司や松永光弘の参戦、ジャパン女子プロレスの試合を招聘するなどしていた。しかしプロレス界に確固たる地位は築けず、さらに興行に関しては全くの素人であったために経営に行き詰まり1991年1月29日に解散した。
その後は、剛を始めとする所属選手達はしばらくの休止期間を経て、1992年6月にオリエンタルプロレスを設立して再出発した。
なお、経営に行き詰ったパイオニア戦志をSWSが吸収し、北尾光司をエースに立てた別動隊の母体としようとする動きがあり、実際に剛がSWSから支度金も受け取っていたという。しかし、それまでの剛との数々の因縁によりSWSの選手会のほぼ全員からの猛反対を喰らい、別動隊の動きは立消えになっている。
FMWよりも先に設立し、その点においてはインディー団体の先駆けになったプロレス団体ではあるが、デスマッチなどの斬新奇抜な試合は行わずに正攻法なプロレスにこだわったことや、興行に関しての専門家が不在だったこと、さらに新日本と交流を行ったため格下プロレス団体の印象が付いてしまったことから、FMWのようなムーブメントを起こせなかった。

## 所属選手
- 剛竜馬
- 高杉正彦
- アポロ菅原
- 金村ゆきひろ
- 平野勝美
- 松崎和彦
- 川内英紀
- 西利郎
- 板倉広

## 大会一覧
| 大会名                       | 日付           | 会場                 | 開催地         | 観衆    |
| ---------------------------- | -------------- | -------------------- | -------------- | ------- |
| 旗揚げ第一戦                 | 1989年4月30日  | 後楽園ホール         | 東京都文京区   | 1,600人 |
| 旗揚げ第二戦                 | 1989年10月26日 | 後楽園ホール         | 東京都文京区   | 不明    |
| '90格闘技フェスティバル      | 1990年4月28日  | 露橋スポーツセンター | 愛知県名古屋市 | 3,000人 |
| ダイナミックサマー in 後楽園 | 1990年8月29日  | 後楽園ホール         | 東京都文京区   | 1,800人 |
| 不明                         | 1990年12月20日 | 半田市民ホール       | 愛知県半田市   | 不明    |